# 1리터의 눈물 (드라마)
《1리터의 눈물》(일본어: 1リットルの涙)은 키토 아야의 수필 "1리터의 눈물"을 텔레비전 드라마화한 작품으로, 2005년 10월 11일부터 12월 20일까지 후지 TV를 비롯한, 도카이 TV(이하 THK - 주쿄 광역권), TV 니시닛폰(이하 TNC) 등 26개 FNN 지역 민방 네트워크를 통해서 전국적으로 일제히 송출되었다.

## 개요
후지 TV가 2005년 10월기 눈물과 감동을 주는 휴먼 멜로 드라마로 기획하였다.
오프닝은 아야(사와지리 에리카)가 쓴 일기에 쭈굴쭈굴하게 구겨진 1장의 종이가 펼쳐져, 그 위에 "눈물"이 몇 방울이나 떨어져, 드라마의 타이틀이 떠오르도록 한 것. 그 뒤, 1권의 공백에 마주보는 2쪽 분량의 필적이 비춰진다. 내용은 모두를 격려하는 메시지이다.
엔딩은 교실이나 병원의 진료실 또는 방영된 에피소드와 관련된 풍경이나 들가의 풀이나 꽃, 하늘을 찍은 사진과 함께 키토 아야의 살아온 일의 사진이 연이어 등장한다. 또, 제7화에서, 아야가 써남긴 작문이 원문인채로, 텔레비전 오페이크 프로젝터로 소개되었다(※제6화까지는 그녀가 쓴 공책에 적었던 문장이 비칠 뿐이었다). 마지막 화의 에피소드는 드라마의 메인 테마에 맞춰 가족의 현재 근황도 소개하였다.
그리고, 주인공인 아야의 학교의 합창 과제곡으로, 레미오로멘의 싱글 곡인 〈3월 9일〉이 기용되어, 다시 곡이 인기를 끌게 되었고 오리콘 차트에서는 다시 순위안에 들기도 했다. 같은 삽입 노래인 〈코나유키〉도 오리콘 차트 최고 순위 2위를 기록하며, 80만장이 넘은 높은 판매량을 기록했다.
일본 PTA 전국협의회의 여론 조사에서, 2005년 "아이에게 보여주고 싶은 방송"에서 1위에 선정되었다. 오리콘이 조사한 "2005년 드라마 만족도 순위"에서는 《전차남》, 《드래곤 사쿠라》, 《노부타 프로듀스》를 누르고 5위를 차지하였으며, 주연을 맡은 사와지리 에리카는 이 드라마로 대 브레이크하였다.
또한, 유튜브 등에서도 대량으로 관련 동영상이 올려져, 많은 코멘트가 달린 점에서 해외에서도 큰 인기를 끌었고, 대한민국에서도 원작의 수필이 화제를 모으며, 케이블 방송(MBC 드라마넷)에 수입되어, 방송되었다.

### 원작과 드라마의 차이점
- 실화로는 1980년대의 아이치현 도요하시시에 사는 소녀의 투병기지만, 드라마에서는 아야가 재학했던 아이치 현립 도요하시 히가시 고등학교가 "메이와 다이토 고교"(지바시에 있는 고등학교가 촬영지)가 되었다. 또한, 전학한 양호학교는 아이치 현립 오카자키 양호학교에서 "카주시립 카주 양호고등학교」(도쿄도에 있는 양호학교가 촬영지)가 되었다.
- 1980년대에는 취급되지 않은 휴대폰이 등장하였고, 다이얼식였던 공중전화가 부스식으로 바꾸었으며, 아야의 장애의 진행과 비극성을 여실하게 표현했다.
- 가족의 성씨가「이케우치」로 바뀌었다.
- 아버지·미즈오는 두부 가게를 경영하고 있지만, 실화에서는, 아버지·키토 미즈오는 직장에 통근하고 있다(『생명의 손잡이』에서).
- 실화에서는 5인 남매(2남 3녀)지만, 드라마에서는 4인 남매(1남 3녀)이다. 이건 차남인 켄타로가 등장하지 않기 때문이다.
- 주치의도 여성에서 남성으로 바뀌었다.
- 저서에 없는 연인 역의 남성 반 친구의 설정이 있다. 이것은 드라마화에 맞춰, 「아야에게도 연애를 하게 해주고 싶었다.」라고 한 모친의 바람을 후지 TV]에서 수용한 것이다. 덧붙여, 하루토는 생물부에 소속되어 있지만 원작에서도 생물부에 소속된 학생이 등장하기에 완전 독자적인 등장 인물은 아니다.
- 아야가 화장실에 가려고 침대에서 휠체어에 옮겨 갈때 굴러 떨어져 오줌을 누고만 참에 하루토가 병실에 들어와 버린 장면이있다.
- 주인공이 태어난 해를 1989년으로 설정했기 때문에, 미래에 일어난 일로 만들지 않기 위해 양호학교로 전학한 후의 시간축은 애매해졌다(20세의 시점에서는 2009년이며 고치면 사망한 시점이 2014년이 되고 만다).
- 극중 이케우치 아야가 「장애자 수첩」에서는 생년이 「쇼와 원년」으로 되어 있는데 이는 물론「헤이세이 원년」이 올바르다. 이케우치 아야가 양호학교를 졸업한 것은 2008년 즉 헤이세이 20년 3월이 되는데 이것은 2007년말이기에, 졸업식 장면에서는 「헤이세이 17년도」라고 적혀있다. 제1화 머릿글에서 시오카가 읽은 아야의 마지막 일기는 「2015년」가 되어 있어, 마지막 화에서의 아야의 마지막이 2015년으로, 마지막 장면의 성묘는 일주기의 설정이기에 2016년이 무대이다.

## 등장 인물
- 이케우치 아야(15세→20세)(사와지리 에리카)

주인공으로 활발하고 적극적으로 누구에게도 사랑받는다. 집의 두부 가게 돕기도 확실히 하는 마음이 상냥한 우등생으로, 중학교 시절부터 농구를 하였다. 고교수험을 치른 2005년 3월, 15세라고 하는 젊은 나이에 척수소뇌변성증이 발병하였다. 병이 진행해가면서 여러 가지 일에 갈등하여, 눈물을 흘리면서도, 병과 운명에 맞선다. 절망에 打ちひしがれるなか 어머니인 시오카에게 설득되어, 『일기(=문장)을 쓴다』 일로 자신의존재의 식을 내보여, 「다른 사람에게 도움이 되고 싶다」라고 줄곳 바라였다. 마지막 화에서 25세의 나이로 영원한 잠에 빠진다.
※여기서는 5년 후(＝아야의 마지막)를 연기한 인물이 사와지리 본인인지 누구인지 일부에서 의문스러워한 탓에 , 20세로 하였다.
- 이케우치 시오카(40세→51세)(야쿠시마루 히로코)

아야의 어머니로 보건사. 주부로서 다른 사람의 아이를 돌봐주는 착실한 사람으로 총명하고 자비심이 깊은 여성이다. 그러나 때론 엄격한 일면도 보인다. 병이 점차 진행해 가는 아야와 마주하는 가운데 불안과 갈등을 품으면서도, 보건사로서의 지식과 어머니로서의 애정과 용기로 가족과 함께 아야를 열심히 계속 지지한다. 마침내, 그녀의 말이 아야의 인생에 커다란 방향성을 끼치게 된다.
- 이케우치 미치오(45세→56세) (진나이 타카노리)

아야의 아버지로 두부 가게의 가게주인. 곧은 성격으로 단순하고 배짱이 두둑한 한편, 애같은 면이 있어, 정에 무른 일면을 가진 순수한 변두리 태생이다. 시오카나 아이들과 함께 아야를 지지하며, 아버지로서 그녀를 줄곳 지켜본다. 이케우치 가에서 아야 다음으로 묘사가 많았던 인물이다.
- 아소 하루토(15세→20세) (니시키도 료(간자니∞, NEWS)

아야의 반 친구로 연인으로 생물부 소속, 혼자 생각하고 혼자 행동에 옮기는 타입이다. 서투르고 완고한 성격은 아버지를 닮았다. 어떤 사고를 계기로 아버지와 대립하고, 굳어진 마음을 닫았지만, 아야와 관계해 가면서 그녀를 사랑하고, 곁에서 일편으론 그녀를 지키게 된다. 그 생각과 행동은 마침내, 그의 나아가야할 길을 결정짓게 된다.
※생물부의 쥐를 아주 좋아하는 소녀, 학교 건너편에 있는 과자가게의 아주머니 등, 실제로 키토 아야에게 상냥하게 대한 사람들을 모델로 하고있다. 그리고, 일기에 쓰인 아야의 마음의 목소리를 대신하여 이야기를 전개시키는 역할도 맡고 있다.
- 이케우치 아코(13세→18세)(나루미 리코)

아야의 여동생. 제2차 반항기에 한중간으로, 아버지인 미치오에게 시비거는 말투를 쓴다. 오렌지를 아주 좋아하고 그림 그리기가 특기. 아야의 병세가 진행하는 것과 비례하여, 원래의 상냥한 성격을 겉으로 내보여가게 된다.
- 이케우치 히로키(11세→16세)(사나다 유마(자니즈 주니어))

아야의 남동생으로 축구를 하고 있다. 아야의 병에 대해 눈치챈적도 있지만, 기본적으로는 활발한 성격의 건강한 소년.
- 이케우치 리카(5세→10세)(미요시 아이)

아야의 여동생으로 어린 시절에는「리카도」가 입버릇이었다. 아코와 똑같이 그림에 재능이 있다.
※성장에 따라, 제10화와 제11화는 미요시 유키가 리카를 연기했다.
- 미즈노 히로시(33세→44세)(후지키 나오히토(특별출연))

아야의 담당의사로 쇼난대학부속병원의 신경내과에서 근무한다. 척수소뇌변성증의 치료와 연구를 전문으로 하고 있다. 아야와 양친을 지지해 가는 한편, 그 자신도 열심히 병에 맞서는아야의 모습에 영향을 받아간다. 하루토에게 커다란 영향을 끼치는 인물중 한명이다.
- 가와모토 유지(17세)(마쓰야마 겐이치)

아야의 중학교시절부터의 동경하는 선배으로 남자 농구부에서 소속하고 있다. 그 자신도 아야에게 눈을 두고 있었지만…….
- 니시노 요미(30세)(사토 시케유키)

아야의 히가시 고에서의 담임으로 여자 농구부의 고문. 명랑쾌활하고 학생에게도 존경받고 있지만, 안이한 주의로 안일한 일면도 보인다.
- 스기우라 마리(15세→18세)(고이데 사오리)

아야의 급우로 아야의 중학교 시절부터의 친구. 여자 농구부에 소속한다.
- 마쓰무라 사키(15세→18세)(마쓰모토 가나)

아야의 동급생으로 같은 반으로 같은 부에 들어가면서, 아야들과 사이좋게 된다.
- 혼다 카오리(15세→18세)(미즈타니 모모스케)

아야의 동급생으로, 하루토의 중학교 시절부터의 친구. 낙천가로 おちゃらけ者. 생물부에 소속하며, 아야들과 교류를 깊이하게 된다.
- 나카하라 케이타(15세→18세)(하시즈메 료)

아야의 급우로, 진지함을 그림에 그린듯한 성격의 소유자. 생물부에 소속하며, 생물에 대해 범상치 않은 조예를 품고있다.
- 아소 간바시문(50세→55세)(가쓰노 히로시)

하루토의 아버지. 아야가 생애를 신세를 지는 쇼난대부속병원에서 외과부장을 맡고 있다. 고지식하고 완고하고 서툰 성격이다. 어떤 사고로 하루토와 거리를 두게 되었지만, 항상 하루토를 걱정하고 있다. 후에 하루토에게 커다란 영향을 끼치는 인물중 한명이다.
- 다카가와 아스미(16세→17세)(오니시 아사에)

아야의 양호학교의 반친구로, 기숙사에서는 아야와 같은 방이다. 아야보다 한살 연상으로, 미즈노의 원래 환자이며 14세 때 척수소뇌변성증이 발병했다. 제7화와 제9화에 등장하여 아야이상으로 병세가 진행되어 있어, 천성인 해맑음과 다부짐으로 병과 어울리고 있다. 아야의 좋은 친구이자, 좋은 선배이며, 좋은 언니기도 하다.
- 다카가와 기쿠에(?)(가토 가즈코)

아스미의 어머니로 제7화에 등장한다. 같은 병으로 앓는 딸을 가진 모친의 『선배』로서 미즈노의 소개로 양호학교를 방문한 시오카를 격려한다
※아스미를 연기한 오니시와 기쿠에를 연기한 가토는 위의 내용대로 영화에서 아야와 시오카를 연기하여, 드라마에서는『게스트』란형태로 출연하였다.
- 후지무라 마도카(?)(하마오카 마야)

아야의 양호학교에서의 담임. 제9화와 제10화에 등장.나날이 진행해 가는 병세와 장해를 받아들이기를 두려워하는 아야에게 있어 엄한 말도 하지만, 그것은 그녀가 양호학교의 교사로서. 니시노보다도 젊지만, 그 이상으로 아야를 인정하고, 마음에서 받아들였다. 10화에서 다카노와 결혼하였다.
- 다카노 요시이치(?)(도네사쿠 도시히데)

양호학교의 자원봉사자로, 마도카의 연인. 제9화부터 마지막 화까지 등장하며, 본업은 「주식회사 문예연합출판」의 영업사원이다. 제10화에서 시오카의 근무처에 찾아와, 마도카와의 초대하는 동시에, 시오카에 어떠한 일을 의뢰한다. 그녀의 의뢰는 결국 아야의 마음으로부터의 바람을 실현하고 된다.

## 스탭
- 극본 : 에가시라 미치오, 오시마 사토미, 요코다 리에
- 기획 : 세키야 마사유키(후지 TV), 나카무라 유리유코(후지 TV)
- 프로듀서 : 가사카와 사토코(교토 TV)
- 연합 프로듀서 : 오구라 히사오(교토 TV), 에모리 히로코 (교토 TV)
- 연출 : 무라카미 쇼스케(교토 TV), 기노시타 다카오(교토 TV)
- 음악 : 우에다 스스무
- 주제가 : K -〈Only Human〉
- 삽입곡 : 레미오로멘 - 〈코나유키〉, 〈3월 9일〉
- 제작 : 후지 텔레비전, 교토 TV

## 부제목과 방영일, 시청률
| 방영 화수                                 | 방송일자         | 부제목(원어)                | 부제목(풀이)                    | 시청률 |
| ----------------------------------------- | ---------------- | --------------------------- | ------------------------------- | ------ |
| 제1화                                     | 2005년 10월 11일 | ある青春の始まり            | 어느 청춘의 시작                | 13.5%  |
| 제2화                                     | 2005년 10월 18일 | 15才, 忍びよる病魔          | 15살, 숨어드는 병마             | 15.1%  |
| 제3화                                     | 2005년 10월 25일 | 病気はどうして私を選んだの? | 병은 어째서 날 고른걸까?        | 13.5%  |
| 제4화                                     | 2005년 11월 1일  | 二人の孤独                  | 두 사람의 고독                  | 12.3%  |
| 제5화                                     | 2005년 11월 8일  | 障害者手帳                  | 장애인 수첩                     | 14.6%  |
| 제6화                                     | 2005년 11월 15일 | 心ない視線                  | 마음없는 시선                   | 15.2%  |
| 제7화                                     | 2005년 11월 22일 | 私のいる場所                | 내가 있는 장소                  | 16.2%  |
| 제8화                                     | 2005년 11월 29일 | 1リットルの涙               | 1리터의 눈물                    | 15.4%  |
| 제9화                                     | 2005년 12월 6일  | 今を生きる                  | 지금을 살아간다                 | 15.5%  |
| 제10화                                    | 2005년 12월 13일 | ラブレター                  | 연애편지                        | 16.6%  |
| 제11화                                    | 2005년 12월 20일 | 遠くへ, 涙の尽きた場所に    | 먼 곳으로, 눈물이 다하는 곳으로 | 20.5%  |
| 특별편                                    | 2007년 4월 5일   | 追憶                        | 추억                            | 17.0%  |
| 평균 시청률: 15.3%(연속 드라마)           |                  |                             |                                 |        |
| (시청률은 간토 지방·비디오 리서치사 조사) |                  |                             |                                 |        |

- 최종회에서는 20%를 기록했다. 또한, 최종회 22시의 아야와 하루토의 장면에서는 순간 최고 시청률인 25.8%를 기록했다.

## 같이 보기
- 1리터의 눈물 : 키토 아야의 원작 수필